# GarageBand
GarageBand er et produktions- og redigeringsprogram til musik, som følger med alle nye computere fra Apple. Programmet kan også købes separat i iLife-pakken.